# Busverkehr in Görlitz
Der Busverkehr in Görlitz wird von den Görlitzer Verkehrsbetrieben (GVB) betrieben. Im Regionalverkehr kommen auch Busse der Kraftverkehrsgesellschaft Dreiländereck und seit Dezember 2012 von Regionalbus Oberlausitz zum Einsatz. Die Regionalbusse verkehren meist bis zum Busbahnhof (bis 2015 am Kaisertrutz auf dem Demianiplatz) am Bahnhof Görlitz. Im Görlitzer Liniennetz gibt es seit der Umstellung des Liniennetzes sieben Stadtbuslinien sowie zwei Straßenbahnlinien.

## Geschichte
Am 5. Juni 1892 wurde die erste Pferdeomnibuslinie zwischen dem Jüdischen Friedhof und dem Fuß der Landeskrone im Görlitzer Vorort Klein Biesnitz in Betrieb genommen. Im Jahr 1898 wurde die städtische Straßenbahn mit der Pferdeomnibuslinie verknüpft. Die neugebaute Straßenbahntrasse führte von der Sattigstraße über den Sechsstädteplatz und die Biesnitzer Straße bis hin zum Jüdischen Friedhof. Die Pferdeomnibuslinien verkehrten weiter bis zur Eröffnung der Straßenbahnstrecke zwischen Jüdischen Friedhof und Landeskrone im Mai des Folgejahres.
Erst im Jahr 1938 erhielt das Görlitzer Liniennetz wieder eine Buslinie. Sie verlief vom Stadt-Krankenhaus im Nordwesten über den Bahnhof und die Reichenberger Brücke in den Ostteil der Stadt zur Frontkämpfersiedlung am Stadtrand und weiter bis nach Leopoldshain. Wenig später erfolgte die Verlängerung der Buslinie vom Krankenhaus bis zum Görlitzer Flugplatz. Im Zweiten Weltkrieg wurde die Linie geteilt:
F0 Fliegerhorst – Stadt-Krankenhaus – Hauptbahnhof (60-Minuten-Takt, in HVZ 30-Minuten-Takt)
L0 „Stadt Prag“ – Frontkämpfersiedlung – Leopoldshain (40-Minuten-Takt)
Zwischen dem Krankenhaus und dem Gasthof „Stadt Prag“ stellte die Straßenbahn-Linie 3 im 15-Minuten-Takt die Verbindung her.
Im Herbst 1944 wurden die beiden Buslinien nur werktags morgens und nachmittags bis abends betrieben. Auf Linie L mussten dabei einige Fahrten ausfallen.
Im Linienbetrieb kamen drei kleine Mercedes-Benz-Busse mit Kässbohrer-Aufbau zum Einsatz. Einer der Busse blieb bis nach dem Krieg in Görlitz. Nach dem Kriegsende fielen laut Potsdamer Abkommen die Gebiete östlich der Lausitzer Neiße, die die Stadt durchquert, an Polen. Davon betroffen war die komplette Linie L zwischen Gasthof Stadt Prag in der Oststadt und Leopoldshain. Der Nahverkehr im polnischen Ostteil der Stadt, nun Zgorzelec genannt, entwickelte sich für die nächsten Jahrzehnte vollkommen unabhängig vom Stadtverkehr westlich der Neiße.
Nach dem Krieg setzte die Görlitzer Stadtverwaltung einen Opel Blitz und die Deutsche Post vier Omnibusse im Stadtverkehr ein. Etwa um 1948/1949 nahm auch die Straßenbahn-Gesellschaft den Busverkehr wieder auf. Der Fuhrpark bestand zunächst aus alten Wehrmachts- und Postfahrzeugen. Eine der ersten Buslinien führte vermutlich in das 1949 eingemeindete Klingewalde.
Erst in den 1960er Jahren bildete sich das eigentliche Stadtbusnetz heraus, das aus drei Linien bestand. Diese Stadtbuslinien wurden mit Großbuchstaben gekennzeichnet. Der Linienverlauf und die Bezeichnung der Buslinien wiesen jedoch nur wenig Beständigkeit auf, so kam es oft zu Umstellungen im Busliniennetz. Das nachfolgend dargestellte Stadtbusliniennetz von 1964 galt beispielsweise nur bis 1966. Danach folgten zwei neue Linien, die Linie D nach Pfaffendorf über Schlauroth und die Linie E zwischen Weinhübel Süd und Marienplatz. Die Stadtbuslinie D verkehrte nur bis 1967. Der Regionalbusverkehr übernahm danach die Bedienung von Schlauroth und Pfaffendorf.
| Liniennetz 1964 | |
| Buslinie        | Linienverlauf |
| A               | Haus der Jugend (Goethestraße) – Platz der Befreiung (Postplatz) – Brautwiesenplatz – Reichertstraße – Rauschwalde |
| B               | Demianiplatz – Nikolaigraben – Klingewalde                                                                         |
| C               | Demianiplatz – Rauschwalde – Schlauroth – Pfaffendorf                                                              |

Mit der Einstellung des Straßenbahnbetriebs auf der Linie 3 zwischen Platz der Befreiung (heute: Postplatz) und der Stadthalle 1966 wurde der Linienverlauf der Linie B umgreifend verändert. Die Stadtbuslinie B verkehrte nun von der Parsevalstraße, nahe dem Waggonbau über die Cottbuser Straße, vorbei am Bahnhof sowie dem Stadtpark und weiter über den Platz der Befreiung (heute: Postplatz) bis zum Hirschwinkel.
Anfang der 1980er Jahre stand der Straßenbahnverkehr vor dem Ende. Es gab Pläne, den städtischen Nahverkehr nur durch Busse durchzuführen und den Straßenbahnbetrieb einzustellen. Die gerade entstandenen Neubaugebiete im Norden der Stadt waren durch das Straßenbahnnetz nur schlecht erschlossen, da die Straßenbahn das Gebiet nur tangierte.
Der Straßenbahnverkehr zwischen der neuen Wendeschleife Goethestraße (Haus der Jugend) und Weinhübel wurde 1982 eingestellt. Von nun an übernahmen Stadtbusse die Erschließung des Stadtteils südlich des Weinbergs. Ab 1984 verkehrten drei Stadtbuslinien von Weinhübel bzw. Weinhübel Süd aus nach Königshufen.
1982 ging die Betriebsführung des vorher kommunal betriebenen städtischen Nahverkehrs an den Kraftverkehr Görlitz, der Teil des Verkehrskombinats Dresden war, über. Unter anderem der starke Anstieg des Ölpreises rettete den Straßenbahnverkehr in der Neißestadt. Es entstand eine Neubaustrecke in den neu entstehenden Stadtteil Königshufen (Görlitz Nord). Auch die Straßenbahn den Weinberg hinab nach Weinhübel wurde wieder aufgebaut, zunächst nur bis zur Erich-Weinert-Straße. Im Jahr 1988 erschlossen neben fünf Straßenbahnlinien auch vier Buslinien das Stadtgebiet. Die Linien A und E übernahmen die Anbindung des Stadtteils Rauschwalde, der 1986 seinen Straßenbahnanschluss verlor.
| Liniennetz und -takt Mai 1988 | |        |
| Buslinie                      | Linienverlauf | Takt   |
| A                             | Haus der Jugend (Goethestraße) – Goethestraße – Blockhausstraße – Platz der Befreiung (Postplatz) – Alexei-Stachanow-Straße (Christoph-Lüders-Straße) – Waggonbau – Brautwiesenplatz – Lutherstraße – Wilhelm-Pieck-Straße (Reichertstraße) – Rauschwalde, Diesterwegplatz |        |
| C                             | Landskronsiedlung – Wilhelm-Pieck-Straße (Reichertstraße) – Lutherstraße – Bahnhof – Stadtpark – Platz der Befreiung (Postplatz) – Jägerkaserne – Hirschwinkel – Klingewalde                                                                                               |        |
| E                             | Weinhübel – Haus der Jugend (Goethestraße) – Demianiplatz – Brautwiesenplatz – Rauschwalder Straße – Rauschwalde, Diesterwegplatz | 20 min |
| F                             | Weinhübel Süd – Haus der Jugend (Goethestraße) – Bahnhof – Brautwiesenplatz – Waggonbau – Zeppelinstraße – Nieskyer Straße – Görlitz Nord (Königshufen, Am Wiesengrund) |        |

Nach der politischen Wende in der DDR und der anschließenden deutschen Wiedervereinigung ging der städtische Nahverkehr als Teil der neugegründeten Stadtwerke Görlitz auf. Der städtische Nahverkehr firmierte von nun an unter dem Namen Verkehrsgesellschaft Görlitz (VGG). Der Fuhrpark erfuhr in der folgenden Zeit eine grundsätzliche Erneuerung. Auch der ein Kilometer lange Neubauabschnitt der Straßenbahn quer durch den Stadtteil Weinhübel wurde in Betrieb genommen und ersetzte damit hier den Stadtbusverkehr. Auch der Betriebshof an der Zittauer Straße südlich des Bahnhofs wurde saniert. Nach der Wende wurden durch die grenzüberschreitende Stadtbuslinie P auch der polnische und deutsche Teil der Stadt wieder mit einer ÖPNV-Linie verbunden.
| Liniennetz und -takt 1995 | |                                  |
| Buslinie                  | Linienverlauf | Takt                             |
| A                         | Rauschwalde, Diesterwegplatz – Reichertstraße – Lutherstraße – Brautwiesenplatz – Waggonbau – Zeppelinstraße – Königshufen                    | 20/30 min                        |
| B                         | Landskronsiedlung – Reichertstraße – Bahnhof Südausgang – Stadtpark – Demianiplatz – Hildegard-Burjan-Platz                                   | 20 min                           |
| C                         | Rauschwalde, Diesterwegplatz – Rauschwalder Straße – Demianiplatz – Hirschwinkel (− Klingewalde)                                              | 20 min (40 min nach Klingewalde) |
| D                         | Busbahnhof – Jakobstraße – Bahnhof – Reichertstraße – Rauschwalde, Diesterwegplatz – Schlauroth                                               | kein fester Takt                 |
| E                         | Tauchritz – Hagenwerder – Zittauer Straße – Jakobstraße – Demianiplatz – Jägerkaserne – Hildegard-Burjan-Platz – Zeppelinstraße – Königshufen | kein fester Takt                 |
| N                         | Nachtlinie mit verschiedenen Kursen im Stadtgebiet                                                                                            | –                                |
| P                         | Postplatz – Zgorzelec | stündlich                        |

Im Jahr 2004 wurde auf dem Teilstück der Straßenbahnstrecke zwischen Demianiplatz und Wendeschleife Virchowstraße/Klinikum Schienenersatzverkehr eingerichtet. Drei Jahre später wurde das Teilstück in die Stadtbuslinie B eingegliedert. Die Straßenbahntrasse zwischen Heiligem Grab und Wendeschleife Virchowstraße wurden daraufhin abgebaut.

## Busliniennetz 2015

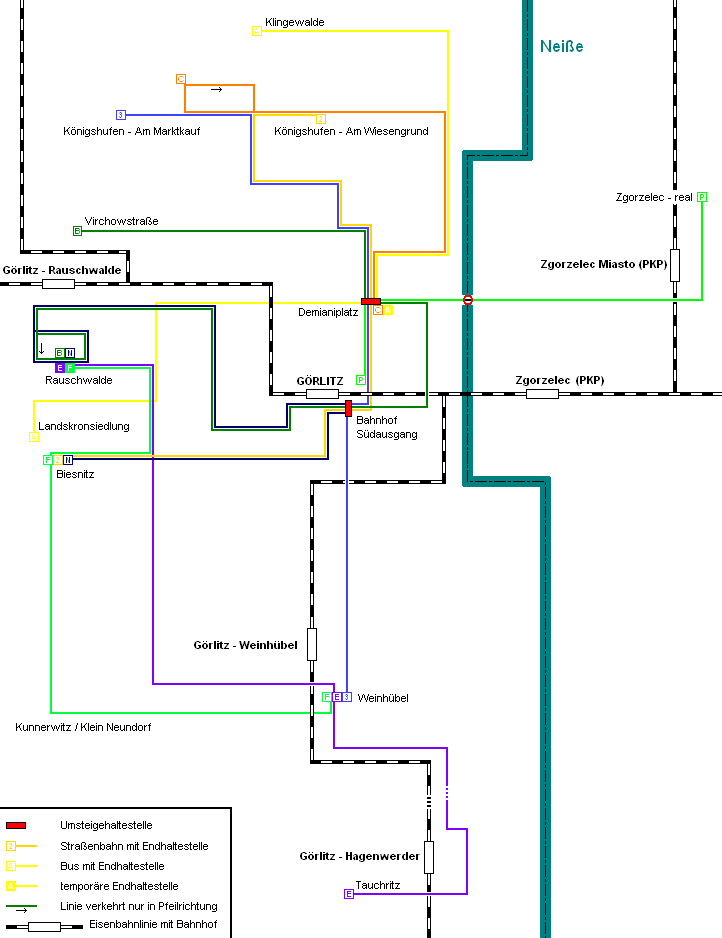
Schematisches Liniennetz der VGG

Neben zwei Straßenbahnlinien verkehrten 2012 sieben Stadtbuslinien in Görlitz. Die Stadtbuslinien A, B und C erschließen das Kernstadtgebiet. Die Buslinien E und F binden die Ortsteile Hagenwerder, Kunnerwitz, Klein Neundorf und Tauchritz sowie das Naherholungsgebiet Berzdorfer See an das Straßenbahnnetz an.
Die Buslinie B verkehrt werktags (außer samstags ab etwa 13 Uhr) im 20-Minuten-Takt mit drei Umläufen. Die Buslinie A wiederum verkehrt werktags (außer samstags ab ca. 14 Uhr) wechselnd im 20- bzw. 40-Minuten-Takt. Die stündliche Verlängerung der Linie A nach Klingewalde und die zwei Busse im Umlauf führen zu dem wechselnden Takt. Die Linie C verkehrte vor dem Fahrplanwechsel 2008 stündlich nach Klingewalde und fuhr alle zwei Stunden eine Schleife durch den Stadtteil Königshufen. Mit dem Linienkonzept wurde die Linie zunächst eingestellt, nach Protesten der Anwohner des Stadtteils Königshufen jedoch als Rufbuslinie wieder eingerichtet.
Die Linien E und F bedienen die eingemeindeten Ortsteile Hagenwerder, Kunnerwitz und Tauchritz und verkehren im Zweistundentakt. Im Spätverkehr zwischen 20 und 0 Uhr wird lediglich die Linie N im Halbstundentakt mit zwei Umläufen zwischen Biesnitz (Landeskrone) und Rauschwalde über die Umsteigehaltestelle Bahnhof, Südausgang gefahren. An dieser Haltestelle besteht stets Anschluss an die Straßenbahnlinie 3 in beide Fahrtrichtungen. Die Buslinie P verkehrt ebenfalls im Halbstundentakt und wird von dem Unternehmen F.H.U. Bielawa betrieben.
| Damaliger Linienbetrieb | |                                                |                      |
| Buslinie                | Verlauf | Takt im Tagesverkehr                           | Takt im Abendverkehr |
|  A                      | Landskronsiedlung – Brautwiesenplatz – Waggonbau – Demianiplatz (– Am Hirschwinkel – Abzweig Ludwigsdorf – Klingewalde) | 20/40 min im Wechsel (60 min nach Klingewalde) | –                    |
|  B                      | Rauschwalde – Melanchthonstraße – Bahnhof, Südausgang – Demianiplatz – Virchowstraße                                    | 20 min                                         | –                    |
|  C                      | Königshufen Mitte – Königshufen, Am Wiesengrund – Am Hirschwinkel – Demianiplatz                                        | 4-mal täglich                                  | –                    |
|  E                      | Tauchritz – Hagenwerder Bf – Deutsch Ossig – Weinhübel (– Alfred-Thaer-Straße – Rauschwalde)                            | 2-stdl.                                        | –                    |
|  F                      | (Rauschwalde –) Biesnitz/Landeskrone – Kunnerwitz – Klein Neundorf – Kunnerwitz – Weinhübel                             | 2-stdl.                                        | –                    |
|  N                      | Biesnitz/Landeskrone – Bahnhof, Südausgang – Melanchthonstraße – Rauschwalde                                            | –                                              | 30 min               |
|  P                      | Görlitz Bahnhof – Demianiplatz – Dom Kultury – Zgorzelec Busbf – Bahnhof Zgorzelec Miasto – Zgorzelec real,-            | 30 min                                         | –                    |
| [ 10 ]                  | |                                                |                      |

Weiterhin verkehren im Stadtgebiet mehrere Regionalbuslinien von Regionalbus Oberlausitz und der Kraftverkehrsgesellschaft Dreiländereck im Regionalverkehr. Der zentrale Busbahnhof befand sich bis 2015 noch westlich des Kaisertrutzes beim Demianiplatz. Der neue Busbahnhof liegt am Görlitzer Bahnhof.

## ÖPNV-Konzept Status Quo plus
Im Rahmen des am 29. September 2016 vom Stadtrat verabschiedeten ÖPNV-Konzeptes Status Quo plus wurde das Busliniennetz umstrukturiert und somit die Altstadt sowie Teile der östlichen und westlichen Innenstadt besser erschlossen. Das neue Zielnetz wurde zum 6. Januar 2019 umgesetzt. Die Linie B führt vom Klinikum nicht mehr über die Heilige-Grab-Straße und weiter parallel zu den Straßenbahnlinien, sondern über die Zeppelinstraße, Christoph-Lüders-Straße, Hildegard-Burjan-Platz und Teichstraße zum Demianiplatz. Bedient werden hierbei die Haltestellen Kinderklinik, Waggonbau Ost und Hildegard-Burjan-Platz. Die Bedienung der Haltestellen Zeppelinstraße und Kummerau entfielen im Stadtbusnetz. Die Linie B verkehrt im Nachtverkehr im Stundentakt, die Linie N verkehrt hingegen nur noch im Stundentakt, verdichtet sich aber zwischen Bahnhof Südausgang und Rauschwalde mit der Linie B zum 30-Minuten-Takt.
Die Linie A aus Richtung Landeskronsiedlung wird ab dem Demianiplatz über Obermarkt, Klosterplatz, Elisabethstraße, Joliot-Curie-Straße und Dr.-Kahlbaum-Allee zur Louis-Braille-Straße geführt und bindet damit die Hochschule besser an. Etwa jede zweite Fahrt erfolgt von hier als neue Linie D über Schillerstraße, Bahnhofstraße, Busbahnhof, Krölstraße, Lutherplatz, Luisenstraße zum Demianiplatz und von da weiter entlang der vorherigen Linienführung der Linie A nach Klingewalde.

## Grenzüberschreitende Stadtbuslinie
Am 9. September 1991 wurde die grenzüberschreitende Buslinie P vom Postplatz in die polnische Nachbarstadt Zgorzelec (bis 1945 Görlitzer Ostvorstadt) eröffnet. Anfangs diente sie für zahlreiche Görlitzer als Shuttleservice zu den sogenannten Polen-Märkten. Heute nutzen ihn vor allem polnische Schüler, die in Görlitz zur Schule gehen, Berufspendler und Reisende, die zum Görlitzer Bahnhof möchten, da es nur drei Zugpaare zwischen beiden Städten gibt. Nach der Insolvenz des Verkehrsunternehmens PKS Zgorzelec übernahm das Unternehmen F.H.U. Bielawa die Bedienung der Linie.
Seit dem 2. Januar 2023 verkehrt die Buslinie A der Görlitzer Verkehrsbetriebe als grenzüberschreitende Linie auf einem etwa 2½ Kilometer langen Rundkurs und bedient vier Haltestellen in Zgorzelec. Gleichzeitig wurde das sogenannte EuropastadtTicket eingeführt, mit dem sowohl in Görlitz wie auch Zgorzelec der Stadtverkehr genutzt werden kann.

## Fuhrpark

### Entwicklung des Fuhrparks
Nach den mit Pferden bespannten Omnibussen Ende des 19. Jahrhunderts kamen mit dem Wiederaufleben des Busverkehrs Ende der 1930er Jahre Fahrzeuge zum Einsatz, die auf Lkw-Modellen basierten und einen Frontmotor besaßen. Ab den 1940er Jahren kamen auch Busse in Trambusbauform von Büssing nach Görlitz. Beide Bauformen waren bis Mitte der 1960er Jahre in Görlitz im Einsatz. Einige Busse wurden während der Kriegsjahre 1942 und 1943 auf Leuchtgas-Antrieb umgebaut. Die Busse erhielten für den Treibstoff eigene Anhänger für den Gastank. Die Gastankstellen befanden sich für die Linie F am Bahnhofsvorplatz und für Linie L an der Straßenbahnhaltestelle Stadt Prag vor dem Haus Schenkendorfstraße 2.

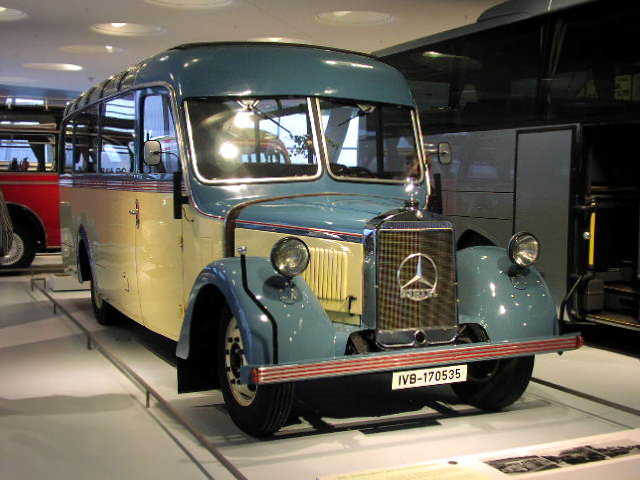
Mercedes-Benz-Bus vom Typ O 2600

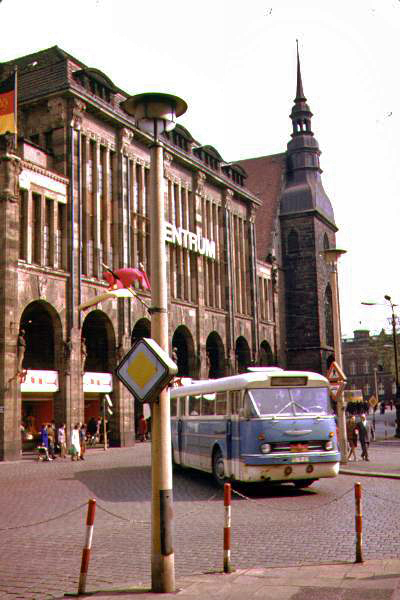
Ikarus 66 am Demianiplatz im Überlandverkehr (1984)

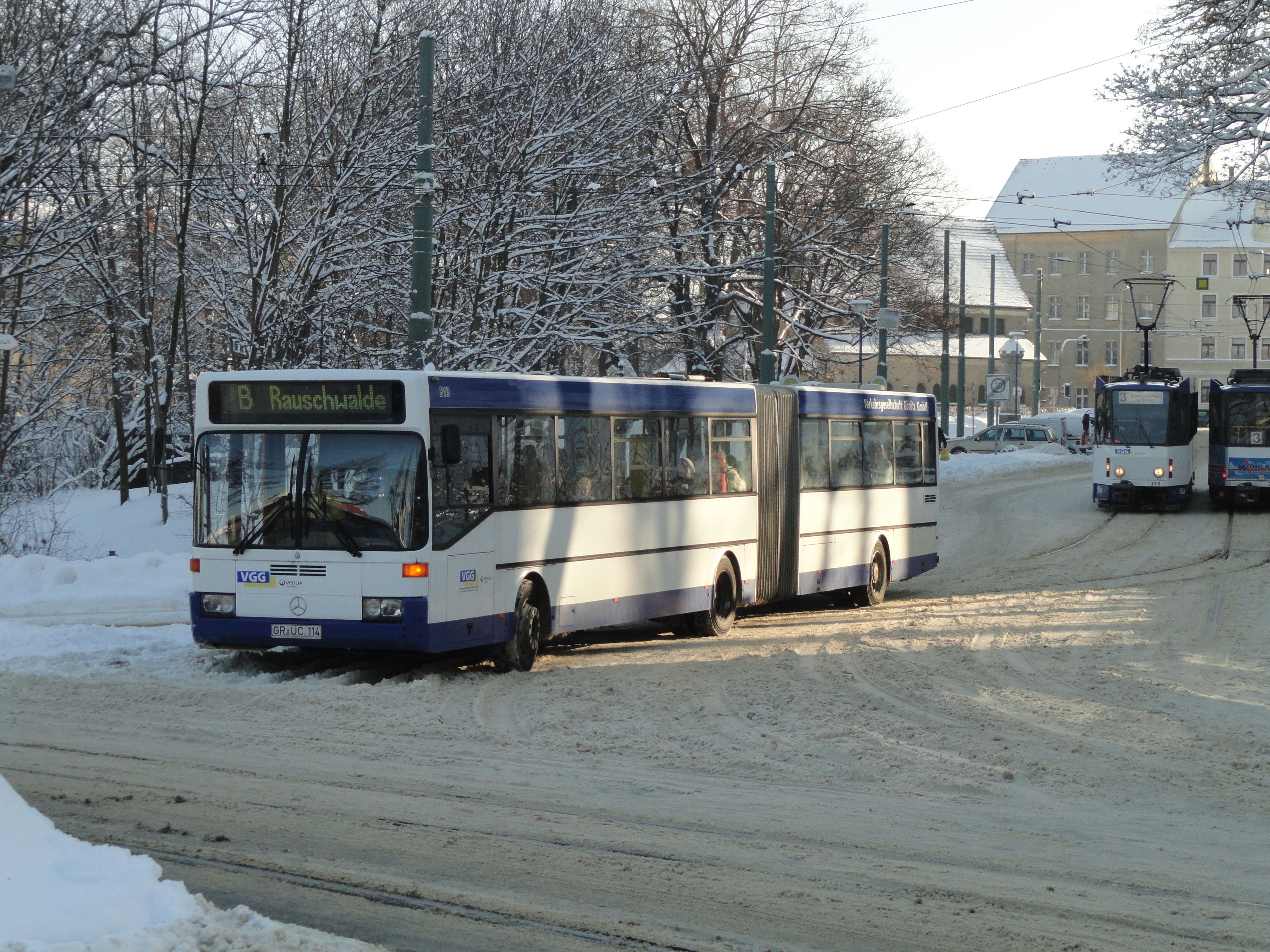
Mercedes-Benz O 405 G Wagen 513 auf Linie B

Die Görlitzer Straßenbahn beschaffte 1939 zwei Mercedes-Benz O 2600 mit Kässbohrer-Aufbau. 1948 übernahm Görlitz zwei Büssing 4500T Baujahr 1944 mit Behelfsaufbauten aus Chemnitz. Die Trambusse wurden in der Straßenbahnwerkstatt aufgearbeitet und kamen anschließend mit den Wagennummern 1 und 2 im Linienverkehr auch teilweise mit Anhänger zum Einsatz. Erste Nachkriegs-Neubaufahrzeuge im Fuhrpark waren Busse vom Typ IFA H6B. Sie kamen im Berufs- und Gelegenheitsverkehr auch mit Anhängern vom Typ W701 zum Einsatz. Zwei 1969 und 1970 in Dienst gestellte Jelcz 043E wurden ebenfalls im Berufs- und Gelegenheitsverkehr eingesetzt.
Im Stadtverkehr bestimmten ab den 1960er Jahren Busse vom Typ Ikarus 66 das Stadtbild. Sie waren bis zum Sommerfahrplan 1978 im Einsatz. Die ersten Gelenkbusse in Görlitz waren die Ikarus 180, die wie die 556 zwischen 1968 und 1974 eingesetzt wurden. Ab 1972 begann die Auslieferung der Nachfolgegeneration Ikarus 260, dem Gelenkbus 280 und dem Überlandbus 255.
Die Busflotte der Görlitzer Verkehrsgesellschaft wurde Anfang der 1990er Jahre durch mehrere ältere Mercedes-Benz O 305 und O 305 G der ESWE aus der hessischen Partnerstadt Wiesbaden verstärkt. Im Frühjahr 1992 begann die Lieferung von neun Mercedes-Benz-Bussen des Typs O 405 und vier Gelenkbussen vom Typ O 405 G. Die Wiesbadener Busse wurden zum Großteil an die polnische Schwesterstadt Zgorzelec weitergegeben. Der letzte Wiesbadener war ein Gelenkbus O 305 G, der die Neißestadt am 21. Juni 1998 wieder in Richtung Wiesbaden verließ, wo er in einem Fahrzeugmuseum der Stadtwerke ausgestellt werden sollte.
Der erste Niederflurbus war ein Gelenkbus vom Typ Mercedes-Benz O 405 GN und wurde mit finanzieller Unterstützung durch den Freistaat Sachsen beschafft. Der Bus wurde im Jahr 2000 in Dienst gestellt. Seit 2002 wurden auch die anderen Mercedes-Benz-Busse durch Mercedes-Benz Citaro Niederflurbusse ersetzt. Einige Jahre war auch ein Kleinbus vom Typ Auwärter Teamstar im Einsatz. Er verkehrte vor allem auf den weniger frequentierten Buslinien außerhalb der Kernstadt und im Schienenersatzverkehr. Er wurde jedoch verkauft. Als Ersatz wurde später ein Mercedes-Benz Sprinter mit Busaufbau in den Fuhrpark aufgenommen. Er kam beispielsweise 2011 als See-Bus zwischen Weinhübel und Deutsch-Ossig zum Einsatz, verkehrt vereinzelt auch im Nachtverkehr auf der Stadtbuslinie N.
Seit 2015 werden ausschließlich Niederflurbusse im Görlitzer Stadtverkehr eingesetzt.
2019 nahmen die Görlitzer Verkehrsbetriebe zwei neue Niederflurbusse Mercedes-Benz Citaro C2 von EvoBus in Betrieb. Erstmals wurden Busse mit Informationsbildschirmen, WLAN und USB-Ladebuchsen angeschafft.

### Fuhrpark 2019
| Bild | Wagennummer   | Baujahr | Hersteller    | Typ                      |
| ---- | ------------- | ------- | ------------- | ------------------------ |
|      | 507           | 2004    | EvoBus        | O 530 (Citaro)           |
|      | 516           | 2005    | EvoBus        | O 530 (Citaro)           |
|      | 517           | 2005    | EvoBus        | O 530 (Citaro)           |
|      | 518           | 2006    | EvoBus        | O 530 G (Citaro G)       |
|      | 519           | 2010    | EvoBus        | O 530 G (Citaro G)       |
|      | 521           | 2014    | MAN           | NG 363 G (Lion’s City G) |
|      | 522           | 2014    | MAN           | NL 283 (Lion’s City)     |
|      | 523           | 2015    | MAN           | NL 283 (Lion’s City)     |
|      | 11            | 2018    | EvoBus        | Mercedes-Benz Citaro     |
|      | 12            | 2018    | EvoBus        | Mercedes-Benz Citaro     |
|      | 216 MS Seebus | 1999    | Mercedes-Benz | Sprinter mit Busaufbau   |

## Betriebshof
Die Busse nutzen ebenfalls den Straßenbahn-Betriebshof an der Zittauer Straße am Tierpark in der Südstadt. Eine weitere Werkstatt der Verkehrsbetriebe befindet sich an der Zittauer Straße zwischen Wiesenstraße und Hugo-Eberle-Straße in Weinhübel.